# Panta Dewa
Panta Dewa is een bestuurslaag in het regentschap Muara Enim van de provincie Zuid-Sumatra, Indonesië. Panta Dewa telt 2640 inwoners (volkstelling 2010).